# ÖBB X554.3
Die ÖBB X554.3 ist eine Bahndienstfahrzeug-Reihe der ÖBB, die auf Basis des MTW 10 von Plasser & Theurer konzipiert wurde. Sie gilt deshalb als kleiner Bruder der Reihe X552.

## Geschichte
Die Österreichischen Bundesbahnen gaben sechs Fahrzeuge für den Elektrobetriebsdienst bei der Firma Plasser & Theurer in Auftrag. Diese wurden in den Jahren 2000 und 2001 wurden geliefert.

## Konstruktion
Der mechanische Aufbau sowie der Antrieb entsprechen anderen – der ÖBB X554.3 ähnlichen – von Plasser & Theurer gebauten Bahndienstfahrzeugen. Die Fahrzeuge besitzen eine geräumige Kabine mit Führerstand, auf der ein Stromabnehmer mit einer speziellen Messskala und ein vom Führerstand steuerbarer Suchscheinwerfer montiert ist und in eine Arbeitsbühne mit dreiteiligem Arbeitskorb angebracht ist. Die Arbeitsbühne kann man mittels Leitern erreichen, die beiden Kleineren seitlich sind bis zu 3 Meter aus- und 2,8 Meter über der Schienenoberkante hochfahrbar. Es kann eine maximale Höhe von neun Metern erreicht werden, seitlich maximal 4,5 Meter. Alle Arbeitsbühnen sind im Arbeitsbetrieb beleuchtet und es sind halterungen für Halogenscheinwerfer vorhanden. Mit den Bahndienstfahrzeugen der Baureihe X554.3 können die Abspannpunkte und die Radspannwerke an den Masten erreicht werden. Alle drei Arbeitskörbe sind mit Anschlüssen für elektrische und pneumatische Handwerkzeuge ausgestattet.

## Einsatz
Die sechs X554.3 sind den Regionalleitungen Ost (X554.301 - 302), Süd (X554.303 - 304) und West (X554.305 - 306) zugeteilt und werden im Elektrobetriebsdienst eingesetzt.